# Funkcje semiotyczne
Funkcje semiotyczne – relacje wyrażenia językowego, zdolne do tworzenia reprezentacji rzeczy, wobec:
- elementu rzeczywistości pozajęzykowej (funkcja semantyczna),
- użytkownika tego wyrażenia (funkcja pragmatyczna),
- innego wyrażenia językowego (funkcja syntaktyczna).

Podział funkcji semiotycznych odpowiada podstawowemu podziałowi semiotyki:
- semantyka
- pragmatyka
- syntaktyka

Dla każdej z tych dziedzin wiedzy odpowiednie funkcje semiotyczne są podstawowym przedmiotem badań.

Podstawowe funkcje semantyczne:
- konotowanie
- oznaczanie
- denotowanie.

Podstawowe funkcje pragmatyczne:
- wyrażanie
- komunikowanie
- rozumienie
- uznawanie.

Podstawowe funkcje syntaktyczne:
- wynikanie
- reprezentowanie stałych przez zmienne